# Galileo Giovolley
La Galileo Giovolley è una società polisportiva di Reggio nell'Emilia.

## Storia della società
La polisportiva Galileo, sorta nel 1964, pratica oggi calcio maschile e femminile (quest'ultima ha militato in Serie B nei campionati 2006-2007 e 2007-2008), pallavolo femminile e triathlon. Ha praticato il volley maschile ad alti livelli negli anni ottanta e novanta, dopo aver inglobato il Volley Ball Club Reggiano.

### Pallavolo

#### Sezione maschile

La Galileo Giovolley promossa in Serie A1 al termine del campionato di Serie A2 1992-93

Il Volley Ball Club Reggiano fu fondato nell'estate del 1981, quando la sezione di pallavolo della Polisportiva Gramsci (sorta nel 1947), che già da una stagione militava in Serie A2, perse la sponsorizzazione della Transcoop. In crisi economica, la Gramsci si unì ad altre società di Reggio e provincia; al termine del campionato 1981-82, nel quale disputò le sue gare interne a Bagnolo in Piano, la neonata compagine retrocesse in Serie B.
Nel 1985 il VBCR, ancora in B, fu inglobato dalla "Galileo"; due anni dopo ottenne la promozione in A2 e, all'inizio del campionato 1987-88, la Transcoop ritornò sponsor della formazione. Al termine della stagione 1989-90 fu promossa in A1, riportando così la città di Reggio in massima serie maschile a venti anni dalla retrocessione di un'altra polisportiva, La Torre.
Il primo campionato di A1 della Galileo terminò con un'immediata retrocessione; una nuova promozione fu ottenuta nel 1992-93, con sponsor Latte Giglio (e divisa bianco e verde), ed ancora una volta l'esperienza in A1 durò per una sola annata (1993-94; al pronto ritorno in A2 seguirono una crisi economica e la rinuncia a prendere parte al campionato.